# Jakub Bałłaban

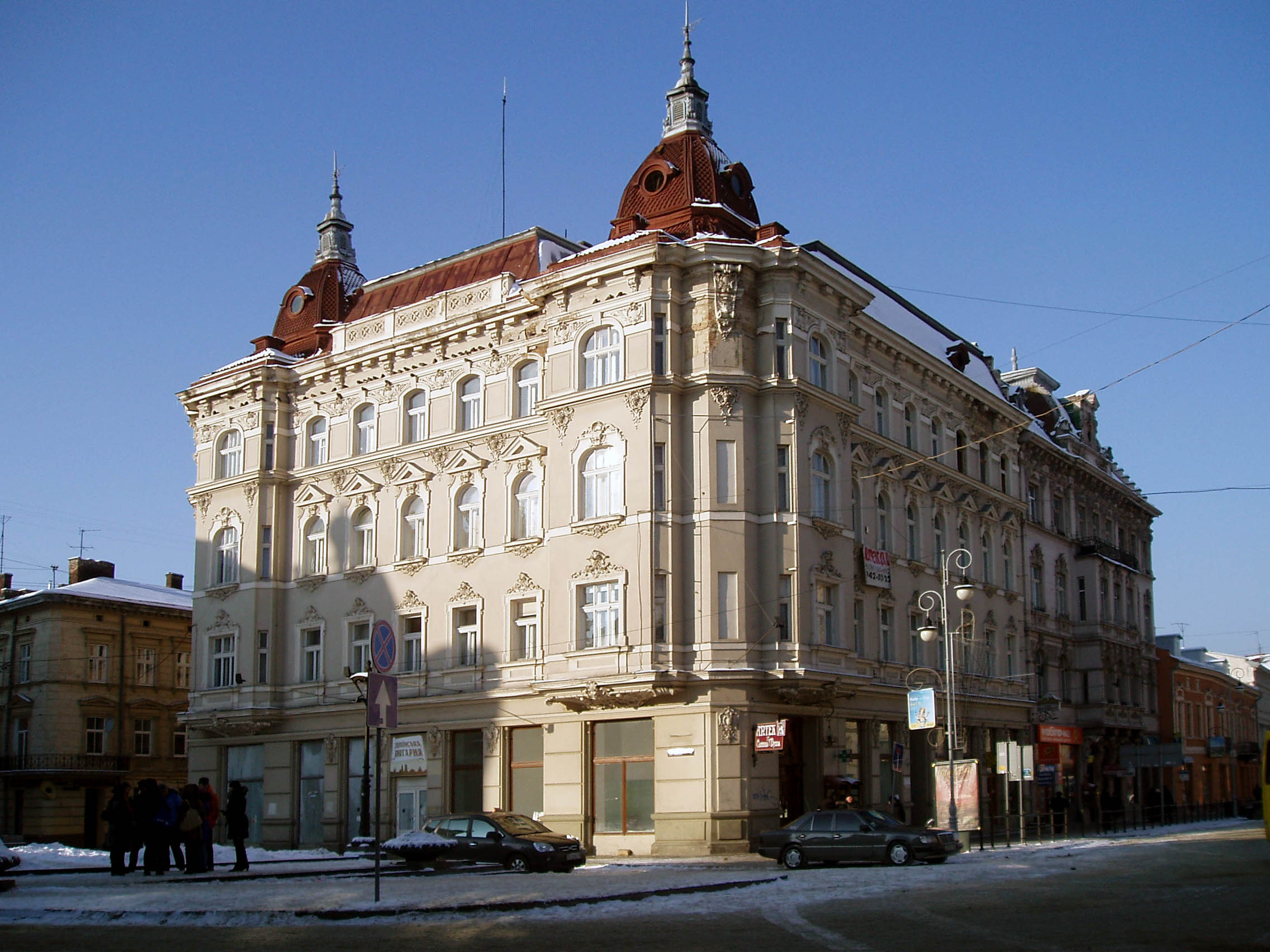
Kamienica przy Alejach Akademickich (obecnie prospekt Szewczenki 28), Lwów

Jakub Bałłaban (ur. 1861 w Brzeżanach, data śmierci nieznana) – polski architekt tworzący we Lwowie.

## Życiorys
W latach 1882–1887 studiował na Wydziale Architektury Szkoły Politechnicznej we Lwowie, w 1890 uzyskał uprawnienia architekta. Od 1893 należał do lwowskiego Towarzystwa Politechnicznego, tworzył w stylu neorenesansu i neobaroku. W 1898 założył we Lwowie z Ludwikiem Tyrowiczem firmę, która zajmowała się tworzeniem i sprzedażą rzeźb, przedsiębiorstwo to istniało do 1901. Warsztaty mieściły się w dwóch miejscach, przy ulicy Zbylikiewicza 15 (obecnie ul. Iwana Franki 43) i przy ul. Piekarskiej 95.

## Dorobek architektoniczny
- Kamienica dochodowa przy ulicy św. Zofii 14 (obecnie ul. Iwana Franki 98) /1893/;
- Kamienica dochodowa Dzieduszyckich przy ulicy Kurkowej we Lwowie (obecnie ul. Mykoły Łysenki 17), współautor Włodzimierz Podhorodecki /1895/;
- Kamienica dochodowa przy ulicy Zbylikiewicza 15 we Lwowie (obecnie ul. Iwana Franki 43) z płaskorzeźbami Bronisława Sołtysa, współautorzy Maurycy Silberstein i Jakub Kroch /1898/;
- Kamienica dochodowa przy Alejach Akademickich we Lwowie (obecnie prospekt Szewczenki 28), zbudowana dla inżyniera Karola Zygmunta Richtmanna-Rudniewskiego, na elewacji płaskorzeźby Bronisława Sołtysa /1897/;
- Kamienica dochodowa przy ulicy Na Skałce we Lwowie (obecnie ul. Skielna 5) /1898/;
- Nadzór nad przebudową wnętrz Teatru Skarbkowskiego we Lwowie zlecone przez Leopolda Lityńskiego /1902/.